# Héroux-Devtek
Héroux-Devtek Inc. ist ein kanadisches Luft- und Raumfahrtunternehmen, das spezielle Bauteile und andere Komponenten für die Luft- und Raumfahrt entwickelt und produziert. Das Unternehmen ist an der kanadischen Börse in Toronto gezeichnet. Neben der Konzernzentrale in Longueuil, Québec hat das Unternehmen weitere Standorte in Kanada und in den USA und Großbritannien.

## Geschichte
Das Unternehmen wurde im Jahre 1942 von Eugène Héroux in Kanada gegründet. Das Unternehmen begann mit der Produktion von Bauteilen und Komponenten in der Luft und Raumfahrt. 1960 wurde damit begonnen, Landegestelle und Fahrwerke für Flugzeuge zu entwickeln, zu konstruieren und herzustellen. Ende der 1960er Jahre entwickelte und produzierte Héroux das Landegestell für das amerikanische Apollo Lunar Modul für die Nasa. 1986 wurde das Unternehmen an die der Börse gebracht. 1987 übernahm es die McSwain Manufacturing Corporation und begann Komponenten für Gasturbinentriebwerke zu entwickeln. Héroux-Devtek übernahm um die Jahrtausendwende eine Reihe anderer Unternehmen: 1999 Métro Machining Corporation sowie Les Industries C.A.T. inc, 2000 die Devtek Corporation, 2004 Progressive Inc., 2010 Eagle Tool und E2. 
Am 3. Februar 2014 übernahm Héroux-Devtek das britische Unternehmen APPH, das auch Fahr- und Landegestelle für verschiedene Flugzeugtypen entwickelt und herstellt.

## Gegenwart

### Fahrwerke und Landegestelle
Das Unternehmen produziert heute Fahrwerke und Landegestelle für den Flug und Raumfahrtmarkt. Das Unternehmen zählt zu den bedeutendsten in dieser Produktkategorie weltweit. Neben Komponenten für den zivilen Markt bietet das Unternehmen auch Lösungen für den militärischen Bereich an.

### Aerodynamische Komponenten
Das Unternehmen entwickelt und baut aerodynamische Rahmenkomponenten für die zivile als auch für die militärische Luft und Raumfahrt. An den Standorten Quebec Kanada und Texas USA werden Rahmen und andere Subkomponenten entwickelt, geplant und gebaut. Die elektronischen Bauteile werden in Ontario Kanada entwickelt, konstruiert und gebaut.

### Industrielle Produkte
Héroux-Devtek entwickelt und baut Maschinen und Fabrikationsanlagen für Windkraftanlagen, Power Generation (Gasturbinen), und entwickelt auch schwere Industrieanlagen.